# Parlament
Parlament je državno zakonodavno tijelo. Članom parlamenta može se postati biranjem na izborima, ili nekim drugim kriterijem.
Predstavnička je institucija političkoga sustava, koja obavlja zakonodavnu vlast. Sastoji se od predstavnika građana biranih općim pravom glasa. Najstariji parlament u svijetu je islandski Althing, uspostavljen 930. U srednjem vijeku, parlament se sastojao od predstavnika vlastele, odnosno aristokracije. U talijanskim renesansnim gradovima prvi put parlament čine predstavnici građana.

## Domovi parlamenta
Postupno se parlament dijeli na gornji dom, u kojem sjede vlastela, i donji dom, odnosno dom građana, dok gornji dom postaje sve više savjetodavno tijelo, ili u federalnim državama postaje tijelo u kojem sjede predstavnici federalnih jedinica.
Parlament može biti jednodomno tijelo (jedna skupina ljudi izglasava sve zakone), a poradi veće kontrole može biti i dvodomno tijelo (često se koriste nazivi gornji i donji dom prema britanskom parlamentarnom sustavu - House of commons je donji dom čiji se predstavnici biraju, a House of Lords je gornji dom čiji su predstavnici aristokracija).
Hrvatski sabor je poslije 1990. jedno vrijeme imao Zastupnički dom i Županijski dom, no od 2001. godine je Sabor jednodomno tijelo.

## Imena parlamenta u državama svijeta
U većini država svijeta parlament se zove jednostavno parlament, stoga ovdje nabrajamo samo one gdje je naziv različit:
- Austrija – Savezna skupština (Bundesversammlung); sastoji se od Nacionalnog vijeća (Nationalrat) i Saveznog vijeća (Bundesrat)
- Bosna i Hercegovina – Parlamentarna skupština
- Bugarska – Narodno sǎbranie
- Hrvatska – Sabor[2]
- Izrael – Kneset
- Kosovo – Kuvendi (Skupština)[3]
- Sjeverna Makedonija – Sobranje[4]
- Njemačka – Bundestag (vidi i Bundesrat)
- Poljska – Sejm
- Rusija –  Savezna skupština (Федеральное собрание); sastoji se od Državne dume (Государственная дума) i Vijeća Federacije (Совет Федерации)
- SAD – Kongres
- Švicarska - Bundesversammlung
- Srbija – Narodna skupština
- Španjolska – Las Cortes Generales; sastoji se od Senado (Senat) i Congreso de los Diputados  (Kongres zastupnika)